# Helmut Köglberger
Helmut Köglberger (Steyr, Austria, 12 de enero de 1946 - Linz, 23 de septiembre de 2018) fue un austriaco, que jugaba de delantero y militó en diversos clubes de Austria. Goleador prolífico, Köglberger fue pichichi de la Liga austríaca en 1968/69 y 1974/75. Con la Selección de fútbol de Austria, disputó 28 partidos internacionales y anotó seis goles. 

## Clubes
| Club              | País    | Año       | Partidos | Goles |
| ----------------- | ------- | --------- | -------- | ----- |
| SK Amateure Steyr | Austria | 1962-1964 |          |       |
| LASK              | Austria | 1964–1968 | 70       | 40    |
| Austria Viena     | Austria | 1968–1974 | 171      | 96    |
| LASK              | Austria | 1975–1981 | 219      | 99    |

## Palmarés
Competiciones nacionales
- Liga austríaca

LASK Linz: 1964-1965
Austria Viena: 1968-1969, 1969-1970
- Copa de Austria

LASK Linz: 1964-1965
Austria Viena: 1970-1971, 1973-1974
- Erste Liga

LASK Linz: 1978-1979
Trofeos individuales
- Pichichi de la Liga austríaca

Austria Viena: 1968/69 (31 goles)
LASK Linz: 1974/75 (22 goles)
- Bota de bronce

Austria Viena: 1968/69 (31 goles)